# Usine Raytheon de Tucson

Logo de Raytheon

L'usine Raytheon de Tucson est un important centre de production de missiles, situé près de la ville de Tucson, dans l'Arizona (États-Unis). De 1951 à 1997, elle a appartenu à la société Hughes Aircraft et depuis 1997 à la firme Raytheon.

## Hughes Missiles System[Quoi ?]
Cet établissement a d’abord été l'« Usine 44 » de l'United States Air Force (Air Force Plant 44). Le terrain de 1 450 ha (14,5 km2) sur lequel se trouve l'usine est toujours la propriété de l'U.S. Air Force. Il est situé à la périphérie sud de Tucson, à proximité immédiate de l'aéroport international ; il est également très bien desservi par les autoroutes Interstate I-19 et I-10.
L'usine de Tucson fut exploitée de 1951 à 1997 par la division « Hughes Missiles System » de la société Hughes Aircraft Company. De 1952 à 1997, plus d'un demi million de missiles de divers types y furent produits. L'activité évolua au gré des commandes militaires et donc de la politique étrangère et de défense des États-Unis. L'effectif de cette usine, qui avait atteint 9 000 personnes, retomba à 3 900 en 1992, après la guerre froide.
Alors que l’usine connaissait une activité ralentie, Hughes Aircraft racheta la division missiles de la firme General Dynamics, dont les usines étaient situées à Pomona (agglomération de Los Angeles) et San Diego, en Californie. Sept lignes de production furent alors transférées à Tucson ainsi que près de 3 000 salariés de ces deux usines.

## Raytheon Missiles System
En décembre 1997, Hughes Aircraft vendit ses activités défense-électronique à la société Raytheon, qui regroupa alors à Tucson ses propres unités travaillant pour la défense, situées à Andover, Bristol et Tewksbury (Massachusetts), ainsi que des unités achetées à Texas Instruments Inc. et à E-Systems Company. Du personnel provenant de cinq sociétés et de huit centres de production fut ainsi regroupé à l’usine de missiles de Tucson, désormais exploitée par la Raytheon Missile Systems Company (RMSC). En outre, 1 400 ingénieurs furent embauchés pour faire face à la reprise de l’activité. L'intégration de ce personnel issu de cultures d’entreprise différentes ne fut pas immédiate.
L’usine fabrique 19 types de missiles tactiques, dont les AMRAAM, Tomahawk, Stinger, Sidewinder, Rolling Airframe Missile (RAM), Sparrow, Standard, FGM-148 Javelin et Leap. Elle les conçoit, les fabrique, les teste, y place des munitions, puis les livre à des clients très exigeants : les forces armées des États-Unis et celles de plus de 40 pays.
L’usine RMSC de Tucson comprend 24 bâtiments principaux et a une surface couverte de 280 000 m2. En 2012, l'effectif s'élève à 10 500 salariés ; RMSC est le premier employeur de la ville de Tucson. L'usine Raytheon de Tucson est aussi le premier centre de production de missiles dans le monde.

## Sources
- Sam L. Jones, « Hughes spending $30-$40M to improve missile plant - Hughes Aircraft Co. », American Metal Market, 7 octobre 1985.
- Jack Robertson, « Hughes GD missile mission — meld units and compete - Hughes Aircraft Co. purchases General Dynamics missile divisions », Electronic News, 31 août 1992.
- History of Hughes Missile Systems Company (2013) sur www.familysearch.org (consulté le 27 août 2017).
- Ryan Randazzo, Tucson-based Raytheon missile factory's impact on Arizona economy estimated at $2.1 billion annually, sur www.azcentral.com, 29 janvier 2017.